# Erik Kross
Erik Kross (Rotterdam, 6 juli 1964) is A&R adviseur, producer, dj en was head of music en music director van TMF en MTV vanaf 1995 tot 2011.

## Biografie
Kross groeide op in Rotterdam als zoon van Tsjechische zangeres Ilona Chechova en journalist en Surinaamse schrijver Rudi Kross. 

## Carrière
Op zijn veertiende begon Kross zijn muzikale loopbaan. Eerst als nieuwslezer en dj, later als music director bij de Rotterdamse piratenzender Radio Atlantis. Nadat Atlantis zo'n drie jaar na de oprichting door onophoudelijke politie-invallen en inbeslagnames eind 1983 het zwijgen werd opgelegd, ging Erik Kross bij de legale commerciële zender Stadsradio Rotterdam werken. 
In 1995 werd hij via Erik de Zwart benaderd door Lex Harding die hem intensief betrok bij het opzetten van Nederlands eerste muziek-tv-station The Music Factory.
Nadat TMF in 2001 werd overgenomen door MTV Networks werd Kross head of music voor TMF, MTV, The Box, Nickelodeon en de diverse digitale themakanalen zoals MTV's Brand New. Daarnaast adviseerde Kross de diverse internationale vestigingen van MTV.
Naast zijn werk voor MTV en TMF was Erik Kross ook actief in de vaderlandse dance-wereld. Zo was hij tussen 1994 en 2006 wekelijks actief als sidekick, deejay en muzieksamensteller van het programma Dance Department met Wessel van Diepen op Radio 538. Daarnaast was hij onder de naam DJ Cross dj in de Amsterdamse Club Escape, het Rotterdamse Gay Palace en bij hoofdstedelijke nachtclub Kremlin. Verder trad Kross naast Dance Valley en talloze feesten, festivals en afters op in Club Pacha Ibiza en Amnesia Ibiza.
Nadat in 2011 het inmiddels muziekloze TMF werd opgeheven en MTV's focus op clips beperkt bleef tot nachtelijke en online activiteiten nam Kross ontslag.
Vanaf 2012 richt Erik Kross zich op vernieuwende muziekprojecten, de begeleiding en ontwikkeling van nieuw talent, het geven van A&R adviezen en het schrijven en produceren van commercial- en popmuziek. Daarnaast is hij jurylid van de Edisons muziekprijs.